# Viburnum pichinchense
Viburnum pichinchense är en desmeknoppsväxtart som beskrevs av George Bentham. Viburnum pichinchense ingår i släktet olvonsläktet, och familjen desmeknoppsväxter. Inga underarter finns listade i Catalogue of Life.